# Metrópole da Muntênia e Dobruja
Metrópole da Muntênia e Dobruja (em romeno:  Mitropolia Munteniei și Dobrogei) é uma circunscrição eclesiástica da Igreja Ortodoxa Romena nas regiões históricas de Muntenia e Dobruja do Norte. Tem sede em Bucareste e o atual metropolita, além de patriarca da Romênia, é Daniel Ciobotea.

## História
A metrópole ungro-valaquiana sob a jurisdição do Patriarcado de Constantinopla foi fundada em 1359. Curtea de Arges tornou-se seu centro e Jacinto foi o primeiro metropolita. Em 1517, o departamento foi transferido para Targoviste, e em 1668 para Bucareste, onde permanece até hoje.
Em 1865, Alexandre Cuza concedeu ao metropolita Nifonte Rusaile o título de Metropolita Primaz, o que significou a proclamação efetiva da autocefalia da Igreja romena. Em 1872, a Metrópole da Moldávia foi subordinada a ela.
O nome atual da metrópole da Muntênia e Dobruja foi dado em 1990. O metropolita da Muntênia e Dobruja é simultaneamente Patriarca da Romênia e arcebispo de Bucareste.

## Estrutura
A metrópole consiste em 6 arquieparquias e 4 eparquias:
- Arquidiocese de Bucareste;
- Arquidiocese de Tomis;
- Arquidiocese de Targoviste;
- Arquidiocese de Arges e Muscel;
- Arquidiocese de Buzau e Vrancea;
- Arquidiocese do Baixo Danúbio;
- Diocese de Slobozia e Calarasi;
- Diocese de Alexandria e Teleorman;
- Diocese de Giurgiu;
- Diocese de Tulcea.